# Faces
Faces je drugi studijski album američkog rock sastava Mt. Helium, objavljen 3. lipnja 2008.
To je njihov prvi album nakon promjene imena The Apex Theory, te nakon odlaska pjevača Ontronika Khachaturiana. Njega je na mjestu glavnog pjevača zamijenio dotadašnji gitarist Art Karamian.

## Popis pjesama
1. "Crazy Juice" - 5:18
2. "Pins" - 3:25
3. "Led Umbrella" - 4:28
4. "Cornflakes" - 4:54
5. "Fast Break" - 3:05
6. "Where" - 6:27
7. "Remind" - 2:47
8. "Landslide (7th Introduction)" - 1:49
9. "Joy Peninsula" - 3:33
10. "Keep" - 3:01
11. "Get to Work" - 5:44

## Produkcija
Mt. Helium
- Art Karamian — vokal, gitara
- Dave Hakopyan — bas-gitara
- Sammy J. Watson — bubnjevi